# Tityus falconensis
Escorpión de Hueque (Tityus Falconensis) o escorpión de la Sierra Falconiana, es una especie de escorpión venezolano nativa y endémica del estado Falcón y Lara; es el escorpión más emblemático del sistema de colinas y montañas de la Sierra de Coro.
Es el escorpión que genera más casos de emponzoñamiento en Falcón y uno de los más exclusivos de la zona, solamente se le encuentra en dicha región.

## Biología

### Anatomía
El escorpión de Hueque posee gránulos vectoriales y alargados, la cadena dorsal interna tiene los gránulos basales irregularmente alargados. Posee filas de dentículos del lado de su dedo móvil con segmentos caudales.
Tienen una anatomía muy compleja, con patas ventrales completas y paralelas en su primer segmento del cuerpo.

### Reproducción
Los machos depositan su esperma en las hembras,  una vez desarrolladas las crías, estas generalmente tienden a ser 13 a 14. Las crías viven en el costado del lomo de su madres sin hacerle daño,  esto hasta desarrollar un exoesqueleto más duro.

### Dieta
Son carnívoros y onnivoros,  se alimentan de escarabajos que viven en las cuevas y bosques de la Sierra falconiana.

### Veneno
El veneno de Tityus falconensis es un mezcla excitativa y neurotóxica, el veneno actúa sobre las terminaciones nerviosas irradiándose por los nervios hasta las axilas o la región inguinal, siendo en los casos graves insoportable, genera ceguera, mareos, náuseas, piloerección, dolores de cabeza, problemas cardíacos, sudoración excesiva y un aumento en la presión cardiovascular. 
El potencial del veneno es capaz de provocar un descenso en la presión arterial hasta que llegue a cero, también genera secreciones en las vías respiratorias obstaculizando el trabajo de los alveolos pulmonares, bloqueando las placas terminales del diafragma. Posteriormente genera suspensión de los movimientos, un coma y la muerte. 
Su neurotoxina es una de las menos estudiadas en el mundo y no existe un antídoto en Venezuela, sin embargo los casos son atendidos en Brasil.

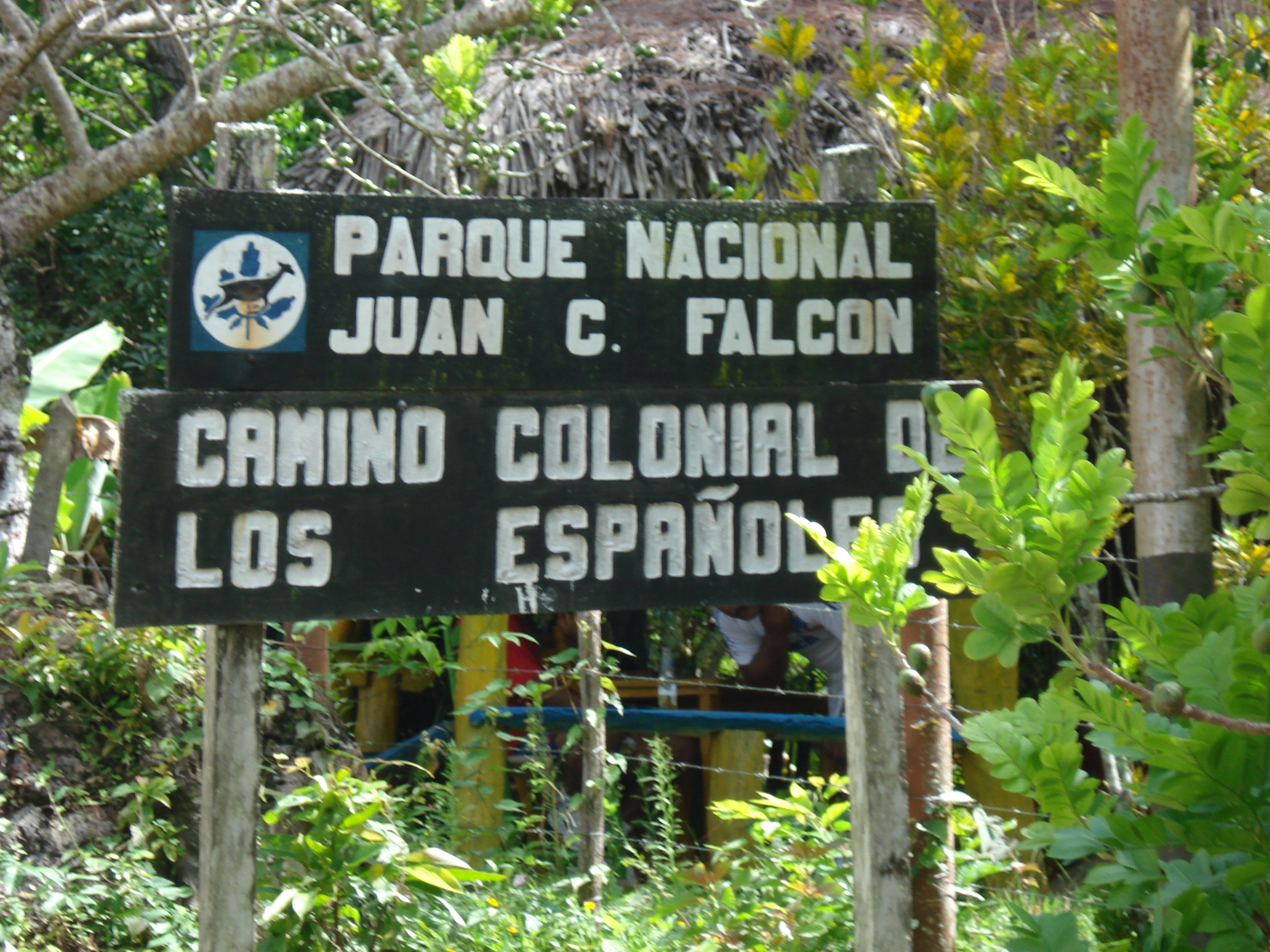
Área de protección natural donde habita Tityus falconensis.

## Descubrimiento
El escorpión de Hueque fue descubierto en 1974 por M. A González-Sponga, mientras este realizaba un trabajo de investigación en los bosques nublados del Parque Nacional Juan Crisóstomo Falcón. La especie se encontró en las cuevas de caliza y cuarzita del Parque.
No fue hasta una década después donde se publicó una investigación profunda del Escorpión de Hueque (Tityus falconensis) financiada por Lagoven y el Instituto de Ciencias Privado de Caracas.

## Hábitat

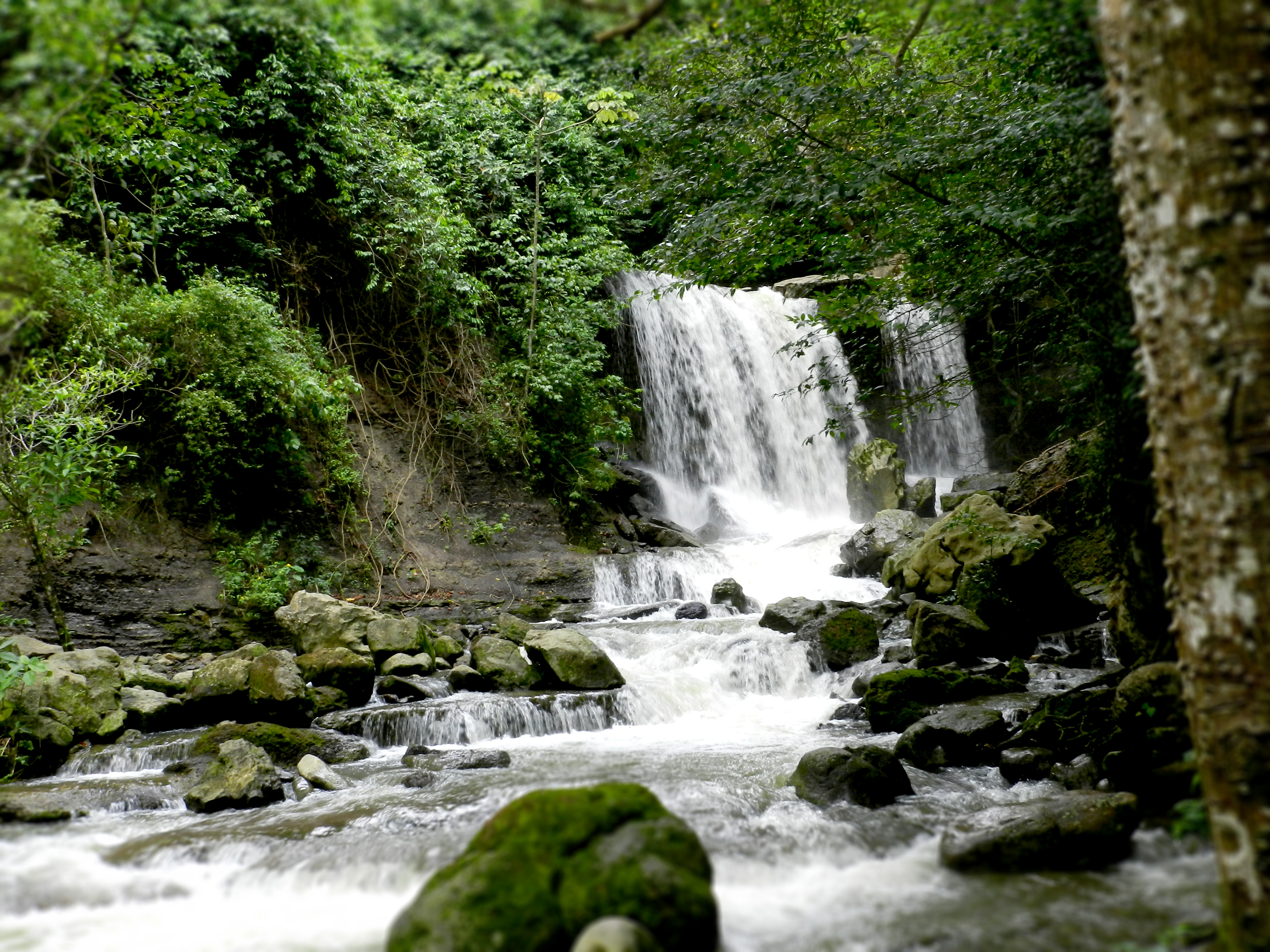
El Parque nacional Juan Crisóstomo Falcón lugar donde habitan las comunidades más grandes del escorpión de Hueque.

El escorpión de Hueque es una especie característica del sistema de colinas de Falcón, más precisamente en el parque nacional Juan Crisóstomo Falcón y el parque nacional cueva de la quebrada del toro. Hay pequeñas comunidades en el monumento natural Cerro Santa Ana y la Reserva Biológica montecano en la Península de Paraguaná y en el centro del estado Lara.

## Relación con el ser humano
Tityus falconensis es responsable de múltiples casos mortales de empozoñamientos en Falcón y Lara, es un Escorpión que suele habitar en cuevas y al ser provocado por turistas ataca con su aguijón también debido al sobrepastoreo tienden a acercarse a casas y ranchos humanos escondiéndose en zapatos,  armarios y ropa provocando empozoñamientos en quienes no están atentos a ello.
Se han registrado casos mortales en niños menores a los 6 años en Lara.
- Datos: Q57024037